# Арютинов, Тигран Данилович
Тигран Данилович Арютинов (Арютюнов) (1858—1916) — русский военачальник, генерал-лейтенант.

## Биография
Родился 1 июня 1858 года в армяно-григорианской семье из дворян Тифлисской губернии.
Образование получил в 1-й Московской военной гимназии.
В военную службу вступил 22 августа 1875 года. Окончил 3-е военное Александровское училище (1877). Выпущен хорунжим (ст. 22.05.1877) в 1-й Волгский полк Терского казачьего войска. 
Участник русско-турецкой войны 1877—1878 годов. Сотник (ст. 17.10.1879; за боевые отличия), командовал сотней.
Есаул (ст. 06.05.1882; за отличие). Войсковой старшина (ст. 26.02.1900; за отличие). Командир второочередного полка. Командующий 2-м Сунженско-Владикавказским полком Терского казачьего войска.
Полковник (01.01.1906; за отличие). Начальник Осетинского отряда. Командир 1-го Горско-Моздокского полка Терского казачьего войска (24.06.1907-05.11.1912). Принимал участие в боевых действиях в Персии в 1909—1912 годах.
Генерал-майор (ст. 05.11.1912; за отличие). Командир 2-й бригады 1-й Кавказской казачьей дивизии (с 05.11.1912).
Участник Первой мировой войны. Командующий 1-й Терской казачьей дивизией (с 29.07.1914).
Генерал-лейтенант (пр. 06.12.1915; ст. 27.08.1915).
Умер от болезни в действующей армии у местечка Новоселица). Похоронен в Тифлисе. Исключен из списков умершим 23 февраля 1916 года.

## Награды
- Награждён орденом Св. Георгия 4-й степени (10 июня 1916, посмертно) и Георгиевским оружием (10 ноября 1915).
- Также награждён орденами Св. Станислава 3-й степени с мечами и бантом (1878); Св. Анны 3-й степени (1891); Св. Владимира 3-й степени (1912); Св. Станислава 1-й степени с мечами (1915); Св. Анны 1-й степени с мечами (1915).